# 林下凸轴蕨
林下凸轴蕨（学名：Metathelypteris hattorii）为金星蕨科凸轴蕨属下的一个种。

## 扩展阅读
- 維基物種上的相關：林下凸轴蕨